# 苗栗郵局
苗栗郵局又稱苗栗中苗郵局，屬於中華郵政苗栗第901支郵局，是中華郵政在台灣苗栗縣苗栗市設置的一個特等郵局，也是中華郵政的23個責任中心局之一。
早期位於苗栗市中苗設立，當時稱郵電局；後來郵政和電信分辦，改稱苗栗郵局。

## 營運狀況
- WIFI無線網路服務：目前有I-Taiwan進駐經營。

## 外部連結
- 苗栗郵局 - 中華郵政 （页面存档备份，存于）